# Мала Хечемень
Мала Хечемень (рос. Малая Хечемень) — присілок в Приморському районі Архангельської області Російської Федерації.
Населення становить 4 особи. Входить до складу муніципального утворення Заостровське поселення.

## Історія
Від 2004 року входить до складу муніципального утворення Заостровське поселення.

## Населення
| 2002 | 2010 | 2012 |
| ---- | ---- | ---- |
| 0    | ↗7   | ↘4   |